# Belgie na Hopmanově poháru
Belgie na Hopmanově poháru startovala sedmkrát. Poprvé v roce 2000, kdy s jednou výhru skončila na posledním místě základní skupiny a naposledy roku 2018.
Na Hopman Cupu 2011 obsadili belgičtí tenisté druhé místo základní skupiny za Srbskem. Pro nemoc srbské hráčky Any Ivanovićové, si Justine Heninová s Rubenem Bemelmansem zahráli finále proti Spojeným státům, z něhož odešli poraženi 1:2 na zápasy.
V perthské aréně se Belgičané poprvé představili při jubilejním třicátém ročníku v roce 2018. Elise Mertensová s Davidem Goffinem obsadili druhou příčku základní skupiny za Německem s poměrem mezistátních utkání 2:1. K postupu do finále měli blízko, ovšem Němci dokázali otočit rozhodující tiebreak s Austrálií, přestože v závěrečné zkrácené hře – za vyrovnaného stavu po dvouhrách – prohrávali již 1:3. Šňůrou čtyř míčů a výsledkem 5:3 však docílili klíčový druhý bod. Australany tak porazili 2:1 na zápasy a zvládnutý mix je posunul místo belgického páru do finále.

## Tenisté
Tabulka uvádí seznam rakouoských tenistů, kteří reprezentovali stát na Hopmanově poháru.
| Jméno                  | Celkem V/P | Dvouhra V/P | Čtyřhra V/P | Poprvé | Počet startů |
| Ruben Bemelmans        | 3–5        | 1–3         | 2–2         | 2011   | 1            |
| Kim Clijstersová       | 13–10      | 7–5         | 6–5         | 2001   | 4            |
| David Goffin           | 4–2        | 3–0         | 1–2         | 2018   | 1            |
| Justine Heninová       | 6–2        | 4–0         | 2–2         | 2011   | 1            |
| Xavier Malisse         | 12–10      | 6–6         | 6–4         | 2000   | 4            |
| Elise Mertensová       | 3–3        | 2–1         | 1–2         | 2018   | 1            |
| Olivier Rochus         | 2–6        | 1–3         | 1–3         | 2001   | 1            |
| Dominique Van Roostová | 2–4        | 1–2         | 1–2         | 2000   | 1            |

- V/P – výhry/prohry

## Výsledky
| Rok    | Fáze soutěže         | Místo konání         | Soupeř        | Výsledek | Stav   |
| ------ | -------------------- | -------------------- | ------------- | -------- | ------ |
| 2000   | Základní skupina     | Burswood Dome, Perth | Jižní Afrika  | 0–3      | Prohra |
| 2000   | Základní skupina     | Burswood Dome, Perth | Spojené státy | 2–1      | Výhra  |
| 2000   | Základní skupina     | Burswood Dome, Perth | Švédsko       | 2–1      | Prohra |
| 2001   | Kvalifikace Play-Off | Burswood Dome, Perth | Japonsko      | 2–1      | Výhra  |
| 2001   | Základní skupina     | Burswood Dome, Perth | Rusko         | 2–1      | Výhra  |
| 2001   | Základní skupina     | Burswood Dome, Perth | Slovensko     | 1–2      | Prohra |
| 2001   | Základní skupina     | Burswood Dome, Perth | Spojené státy | 0–3      | Prohra |
| 2002   | Základní skupina     | Burswood Dome, Perth | Itálie        | 2–1      | Výhra  |
| 2002   | Základní skupina     | Burswood Dome, Perth | Francie       | 2–1      | Výhra  |
| 2002   | Základní skupina     | Burswood Dome, Perth | Spojené státy | 1–2      | Prohra |
| 2003   | Základní skupina     | Burswood Dome, Perth | Španělsko     | 2–1      | Výhra  |
| 2003   | Základní skupina     | Burswood Dome, Perth | Uzbekistán    | 3–0      | Výhra  |
| 2003   | Základní skupina     | Burswood Dome, Perth | Spojené státy | 1–2      | Prohra |
| 2004   | Základní skupina     | Burswood Dome, Perth | Slovensko     | 3–0      | Výhra  |
| 2004   | Základní skupina     | Burswood Dome, Perth | Austrálie     | 0–3      | Prohra |
| 2011 1 | základní skupina     | Burswood Dome, Perth | Austrálie     | 1–2      | prohra |
| 2011 1 | základní skupina     | Burswood Dome, Perth | Kazachstán    | 3–0      | výhra  |
| 2011 1 | základní skupina     | Burswood Dome, Perth | Srbsko        | 2–1      | výhra  |
| 2011 1 | finále               | Burswood Dome, Perth | Spojené státy | 1–2      | prohra |
| 2018   | základní skupina     | Perth Arena, Perth   | Německo       | 1–2      | prohra |
| 2018   | základní skupina     | Perth Arena, Perth   | Austrálie     | 3–0      | výhra  |
| 2018   | základní skupina     | Perth Arena, Perth   | Kanada        | 3–0      | výhra  |

1 Belgie skončila ve skupině druhá, ale vítěz skupiny – Srbsko – nemohlo pokračovat do finále kvůli nemoci Any Ivanovićové si zahráli finále proti USA.